# Cameron Diaz
Cameron Michelle Diaz (født 30. august 1972) er en amerikansk skuespiller, iværksætter, producer, forfatter og model. Hun har modtaget flere store anerkendelser, bl.a. fire Golden Globe Awards-nomineringer, en BAFTA Award, tre Screen Actors Guild Awards og en stjerne på Hollywood Walk of Fame. Hun blev den højstbetalte Hollywood-skuespillerinde over 40 år i 2013. Diaz' film har indtjent over $7 milliarder verden over, hvilket gør hende til den 5. mest indtjenende skuespillerinde i USA. Hun er bedst kendt for sine filmroller i The Mask (1994), My Best Friend's Wedding (1997), There's Something About Mary (1998), Any Given Sunday og Being John Malkovich (begge 1999). Hun er også kendt for sine roller i Vanilla Sky (2001), for filmene i serien Charlie's Angels (2000) og Charlie's Angels: Full Throttle (2003), mens hun også lagde stemme til den engelsksprogede version af Princess Fiona i Shrek-filmene (2001–2010). Det sidste årti i skuespillerkarrieren spillede hun med i Gangs of New York (2002), In Her Shoes (2005), The Holiday (2006), The Box (2009), Knight and Day (2010), The Green Hornet (2011), samt Bad Teacher (2011) og The Other Woman (2014). Hendes sidste filmoptræden var i 2014 i Will Glucks filmatisering af skuespillet Annie.
Diaz har skrevet to bøger om sundhed: The Body Book (2013), en New York Times bestseller, og The Longevity Book (2016).

## Opvækst
Diaz blev født 30. august 1972 i San Diego i Californien, som datter af Billie (født Early), en import/eksportskonsulent, og Emilio Diaz, der var en formand for det californiske oliefirma Unocal. Diaz har en ældre søster, Chimene. Hendes fars familie er cubanere, og Diaz' forfædre immigrerede fra Spanien til Cuba. De slog sig ned i Ybor City i Tampa i Florida, før de flyttede til Californien, hvor hendes far blev født. Hendes mor er hovedsagelig af engelsk og tysk afstamning.
Diaz voksede op i Long Beach og gik på Los Cerritos Elementary School og senere på Long Beach Polytechnic High School, hvor hun gik i klasse med den fremtidige rapper Snoop Dogg. Hun husker sin barndom som nøjsom: "Jeg havde fantastiske forældre, de var så seje. Vi havde ikke mange privilegier, faktisk mere det modsatte. Min familie samlede dåser for at få pant, fordi $20 betød noget hjemme hos os. Men vi var meget lykkelige."

## Karriere

### Modelarbejde
Da 16 Diaz var 16 og gik i high school, skrev hun kontrakt med modelbureauet Elite Model Management og optrådte i reklamer for Calvin Klein og Levi's. Året efter var hun på forsiden af julinummeret af ungdomsbladet Seventeen. Diaz havde også modelarbejde to til tre måneder i Australien og optrådte i en reklame for Coca-Cola i Sydney i 1991.
I 1992 blev hun fotograferet og filmet topløs i forbindelse med en S&M-læder-undertøjskollektion af John Rutter, en professionel fotograf. Billederne blev aldrig brugt. Rutter kom til Diaz i 2003 kort før premieren på Charlie's Angels: Full Throttle med et tilbud om at sælge billederne og optagelserne for $3.5 millioner, før han ville sælge dem til andre. Han hævede, at han tilbød hende dem pga. hendes oprindelige afslagsret til billederne, mens hun så det som afpresning og sagsøgte Rutter.  I juli 2004 blev en 30 minutters optagelse fra photo-shootet med titlen She's No Angel udgivet på en russisk webside. Rutter nægtede at skulle stå bag udgivelsen.  Den 16. september 2005 blev Rutter idømt mere end tre års fængsel for forsøg på tyveri, forfalskning og mened.

### 1994–1998: Tidlig karriere og spirende berømmelse
Som 21-årig gik Diaz til audition til filmen The Mask som jazz-sangerinden Tina Carlyle på anbefaling fra en agent fra Elite, som mødtes med filmens producer, der ledte efter den kvindelige hovedrolle. Diaz havde ingen tidligere skuespillererfaring, så hun begyndte at gå til undervisning, da hun blev castet til rollen. The Mask blev en af de 10 mest indtjenende film i 1994 og lancerede Diaz som et sexsymbol. Samtidigt var Diaz kæreste med filmproduceren Carlos de la Torre.
Diaz medvirkede herefter i den independent sorte komedie The Last Supper (1995), hvor hun spiller en af de liberale kandidatstuderende, der inviterer en gruppe ekstremistiske konservative til en middag for at myrde dem. Roger Ebert anså filmen som "en modig indsats i en frygtsom tid, et swiftsk forsøg på at slå os alle i ansigtet og få os til at indrømme, at vores egne frihed afhænger netop af vores naboer, vores modstandere og, ja, vores fjender." Hun havde herefter hovedrollen som eks-stripper i den dramatiske komedie Feeling Minnesota (1996), hvor hun spillede overfor Keanu Reeves, Vincent D'Onofrio og Courtney Love. Emanuel Levy fra Variety skrev: "Der er desværre med den bemærkelsesværdige undtagelse af den smukke Diaz, der er godt castet som den seksuelle udløser og romantiske manipulator ingen spændende præstationer i filmen." Samme år spillede hun overfor Jennifer Aniston i den Edward Burns-instruerede komedie She's the One (1996), og i en rolle i krimikomedien Head Above Water (1996), hvor hun spiller den utro hustru, som er involveret i mordet på sin tidligere elsker.
Det var herefter planlagt, at hun skulle medvirke i filmen Mortal Kombat, men hun måtte trække sig fra projektet, da hun brækkede hånden under træning til filmen. Udover at optræde i floppet A Life Less Ordinary, vendte hun tilbage til filmene for det brede publikum i 1997 i den romantiske komedie My Best Friend's Wedding. Hun spiller her overfor Julia Roberts, som sportsreporterens velhavende forlovede. Filmen blev et globalt publikums- og box office-hit, og anses som en af de bedste romantiske komedier gennem tiden.

I 1998 optrådte Diaz i There's Something About Mary, som titelrollen der bor i Miami, som har flere bejlende mænd. Filmen blev anmeldt i The Austin Chronicle: 
| “ | As the Mary at the center of it all, Diaz certainly exudes that irresistible "something" expressed in the title. In films such as My Best Friend's Wedding and A Life Less Ordinary, Diaz has shown herself to be a good comic sport who is game for just about anything. Here, it's no stretch to understand why, at the end of the movie, some half-dozen suitors have converged in her living room to throw themselves at her feet. | ” |

Filmen med den langsomt stigende popularitet blev den mest indtjenende komedie i 1998 i Nordamerika, samt den 4. mest indtjenende film det år; den tjente $176 millioner i USA og $369 millioner verden om. Diaz blev for rollen nomineret til en Golden Globe i kategorien "Best Actress – Musical or Comedy". Diaz medvirkede også i den kritiker-udskældte komedie Very Bad Things (1998).

### 1999–2004: Dramatiske roller og anmeldersucces
I 1999 optrådte Diaz i Spike Jonzes instruktørdebutfilm Being John Malkovich, hvor hun spiller en arbejdsløs dukkeførers kæledyrsbesatte hustru, der gennem en portal befinder sig i skuespilleren John Malkovich' hoved. Filmen modtog bred anerkendelse og blev en kunstnerisk succes. Janet Maslin fra The New York Times konkluderede, at Diaz "udgør et morsomt twist" i hendes "uklædelige hustru"-rolle, og Roger Ebert synes at skuespilleren "er en af de smukkeste kvinder i industrien, [...] og her er hun så klodset klædt at vi knap kan genkende hende [...] Diaz morer sig med sit talent ved at skjule det i anderledes settings og får det til at fungere som hendes levevej". For rollen modtog hun "Best Supporting Actress"-nomineringer fra Golden Globe, BAFTA og SAG Awards. Hendes næste film i 1999 var i Oliver Stones sportsdrama Any Given Sunday (1999), hvor hun spiller en ung holdejer, som en gammel træner (Al Pacino) har raget uklar med. Filmen modtog noget blandede anmeldelser, men den indtjente $100 millioner globalt.
I filmatisering af Charlie's Angels (2000) spillede Diaz, Drew Barrymore og Lucy Liu de tre detektiver fra Los Angeles. Filmen blev en af de mest indtjenende film i det år, da den indtjente $264.1 millioner. I 2001 optrådte Diaz i det independent drama The Invisible Circus, som en ung kvinde der begår selvmord i Europa i 1970'erne. Filmen havde premiere på Sundance Festival. Samme år medvirkede hun i Vanilla Sky, som den tidligere elsker til den selvforkælende og forfængelige forlagsmagnat (Tom Cruise). Filmen modtog stor roser og kommerciel succes: Los Angeles Times kaldte Diaz "overbevisende i menneskeliggørelsen af skør sensualitet" og The New York Times sagde, at hun gav en "voldsomt følelsesladet" præstation. San Francisco Chronicle udtalte sig lignende om filmen, "mest imponerende er Cameron Diaz, hvis fatale tiltrækning er både hjerteskærende og skræmmende." Hun modtog endnu engang nomineringer til "Best Supporting Actress" ved Golden Globe Awards, SAG Awards, Critics' Choice Awards, og fra American Film Institute Awards for hendes præstation i filmen.
I 2001 lagde Diaz også stemme til Prinsesse Fiona i DreamWorks Pictures' animerede film Shrek. I filmen er hendes rolle underlagt en forbandelse, som hver nat forvandler hende til en trold. Hun er spærret inde i et dragebevogtet slot i flere år, ifør hun reddes af titelkarakteren, som hun senere bliver gift med. Filmen blev en enorm kommerciel succes og indtjente $484.4 millioner på verdensplan og blev den første animationsfilm, der vandt en Oscar for bedste animationsfilm. I 2002 havde Diaz hovedrollen i den romantiske komedie The Sweetest Thing, hvor hun spiller en single kvinde, der øver sig på at bejle til det modsatte køn, inden hun endelig møder sin drømmemand. Filmen blev en moderat succes med global indtjening på $68.6 millioner.
Efter at have afsluttet indtalingerne til Shrek, medvirkede Diaz i Martin Scorseses storslåede periodedrama Gangs of New York, som foregår i midten af det 19. århundrede i Five Points-distriktet i New York City; hun havde her rollen som lommetyven og flirten til Leonardo DiCaprios karakter. Filmen modtog gode anmeldelser af anmelderne og blev en box office-succes, da den indtjente samlede $193 millioner på verdensplan. A. O. Scott of The New York Times var enig med andre topanmeldere om, at filmkollegaen Daniel Day-Lewis' tilstedeværelse overskyggede både Diaz og DiCaprio, med ordene om at skuespilleren "ender uden afløb for hendes sprudlende energi, da hendes karakter mest af alt er en strukturel nødvendighed - som målet for den mandlige jalousi - end en fuldkommen person. Rollens begrænsninger peger på en alt alvorligere mangel, nemlig filmens manglende nysgerrighed på hvordan det var at være kvinde i det gamle New York". Diaz vendte herefter tilbage til de kommercielle fortsættelser Charlie's Angels: Full Throttle (2003) og Shrek 2 (2004).

### 2005–2011: Tilbage til komedierne
Diaz modtog betydelig erstatninger efter at have sagsøgt American Media Incorporated efter National Enquirer førte artikel og billeder med titlen "Cameron Caught Cheating" ("Cameron fanget i utroskab") på deres webside i maj 2005. Billederne skulle vise Diaz være hendes kæreste, Timberlake, utro med den gifte MTV-producer på hendes program Trippin, Shane Nickerson. Efter Diaz' klage blev artiklen og billederne taget ned. Magasinet beklagede til Diaz, Timberlake og til hr. og fru Nickerson for det ubehag artiklen medførte og sagde, at historien ikke var sand og at billederne ikke viste andet end et venskabeligt farvelknus.
I hendes næste film spillede Diaz overfor Toni Collette og Shirley MacLaine i In Her Shoes (2005), et komediedrama baseret på romanen af samme navn af Jennifer Weiner, som handler om forholdet mellem to søstre og deres bedstemor. Filmen modtog generelt gode anmeldelser, og Diaz modtog roser for hendes portræt af den ordblinde vilde pige, som har et love/hate forhold til sin kedelig, følsomme søster (Collette), som USA Today kaldte "hendes bedste arbejde" på det tidspunkt. Hun efterfulgte In Her Shoes med en rolle i Nancy Meyers' romantiske hitkomedie The Holiday (2006), hvor også Kate Winslet, Jude Law og Jack Black medvirker. Hun spiller her Amanda, en amerikansk filmtrailerproducent, som indgår i en husbytte-ferie med en britisk kvinde (Winslet). Filmen blev en af årets største successer og indtjente mere end $205 millioner verden over.
Diaz' eneste film i 2007 blev Shrek the Third, den tredje film i rækken om trolden Shrek, hvor også Justin Timberlake lagde stemme til en mindre rolle. Selvom filmen fik noget blandede anmeldelser, indtjente den $798 millioner på verdensplan. Samme år lagde Diaz også stemme til Princess Fiona i en 30-minutters julefilm, instrueret af Gary Trousdale. Diaz indtjente anslået $50 millioner for hendes stemmerolle i Shrek-filmserien og hendes næste film What Happens in Vegas overfor Ashton Kutcher. I den romantiske komedie af Tom Vaughan, spiller Diaz og Kutcher to fremmede som vågner op sammen og indser, at de i fuldskab giftede sig i Las Vegas efter de havde vundet jackpot på et kasino. Anmeldelserne var overvejende dårlige, men filmen hentede alligevel $219 millioner ind efter et budget på $35 millioner.
I 2009 optrådte hun i My Sister's Keeper og The Box. My Sister's Keeper var baseret på Jodi Picoults roman af samme navn,  og modtog blandede anmeldelser i juni 2009. I dramaet spiller Diaz en tidligere advokat og mor til tre, hvoraf et af børnene er ved at dø af leukæmi. Filmen blev en moderat kommerciel succes med en indtjening på $95 millioner på verdensplan, men mest fra de nordamerikanske visninger. I The Box, der udspiller sig i 1976, er skrevet og instrueret af Richard Kelly, medvirker Diaz og James Marsden som et par, der modtager en kasse fra en mystisk mand, som tilbyder dem en million dollars, hvis de trykker på knappen som er fæstnet til kassens top, velvidende at et sted er en der vil dø deraf. Anmelderne havde blandede meninger om den psykologiske horrorfilm, og selvom den indtjente sit budget, blev den anset som en økonomisk skuffelse.
I 2010 rangerede Forbes Diaz som den rigeste kvindelige berømthed, og rangerede hende som nummer 60 over de rigeste 100. Samme år genoptog Diaz hendes stemmerolle som Princess Fiona i Shrek Forever After, den fjerde film i Shrek-serien. Selvom filmen åbnede til blandede anmeldelser, indtjente den på verdensplan over $752 millioner og blev den femte mest indtjenende film det år. I 2010 blev Diaz genforenet med hendes Vanilla Sky-kollega Tom Cruise i actionkomedien Knight and Day. I filmen spiller Diaz en veteranbilsmekaniker, der uvilligt bliver indblandet i den excentriske hemmelige agent Roy Millers (Cruise) affærer, da han er på flugt fra Secret Service. Knight and Day modtog blandede anmeldelser, og selvom komedien ikke indtjente ret godt i de første uger, endte den med at blive et uventet hit verden over med en indtjening på $262 millioner.
I 2011 blev Diaz castet til rollen som Lenore Case, en journalist, i genindspilningen af filmen fra 1940'erne, Green Hornet. Under instruktion af Michel Gondry, spillede Diaz sammen med Seth Rogen, Jay Chou og Christoph Waltz i superheltekomedien. Filmen blev udgivet til blandede til dårlige anmeldelser, hvor anmelderne kaldte den "overdreven, uendelig og ikke morsom", filmen lukkede i biograferne den 21. april 2011 med en indtjening på verdensplan på $228 millioner. Samme år spillede hun overfor Justin Timberlake og Jason Segel i Jake Kasdans voksne komedie Bad Teacher. I filmen spiller Diaz en umoralsk, golddigging skolelærer i Chicago på den opdigtede John Adams Middle School, som bander af hendes elever, drikker og ryger pot. Filmen modtog hovedsaglige dårlige anmelderne, som sad med følelsen, at "på trods for et lovende koncept og en charmerende fræk præstation fra Diaz, bliver Bad Teacher aldrig så sjov, som den burde have været." Den R-rated film blev dog et kommercielt hit og indtjente $216 millioner på verdensplan. I 2011 blev Diaz også nævnt på CEOWorld Magazine's liste over Top Accomplished Women Entertainers.

## Privatliv
Efter at have optrådte sammen i There's Something About Mary, var hun kæreste med kollegaen Matt Dillon 1995-98. I 1999 indledte hun et diskret forhold til skuespilleren og forsangeren fra rockbandet 30 Seconds To Mars, Jared Leto. Det varede til 2003. Nogle medier har bragt historier om, at Leto slog op med Diaz, fordi han var jaloux på hendes efterhånden store berømmelse, mens andre medier sagde, at parret brød, fordi de hver især fokuserede mere på deres karriere.
Fra begyndelsen af 2003 blev det rapporteret, at Diaz havde fundet sammen med sangeren fra boybandet *NSYNC, Justin Timberlake,  som hun eftersigende skulle have mødt til Kid's Choice Award i 2003. I januar 2007 meddelte parret, at de var gået fra hinanden, i kølvandet på mange rygter om deres forhold.  I begyndelse af maj 2010 fandt Diaz sammen med den tidligere New York Yankees-baseballspiller Alex Rodriguez. Parret slog op i september 2011.
I maj 2014 mødte Diaz guitaristen fra rockbandet Good Charlotte, Benji Madden, gennem veninden og kollegaen Nicole Richie, som er gift med Maddens tvillingebror, Joel Madden.  Parret blev forlovet kort før jul og blev gift i Beverly Hills ved en jødisk ceremoni i januar 2015.  I december 2019 fik parret datteren, Raddix Madden, ved hjælp fra en rugemor. 
I 2020 lancerede Diaz et økologisk vinmærke, Avaline, sammen med forretningspartneren Katherine Power.

### Aktivisme
Diaz er kendt for hendes miljøaktivisme og fik hurtigt en Toyota Prius-hybrid og var med til at promovere Al Gores Live Earth-kampagne, som skulle skabe opmærksomhed om klimaforandringerne. Diaz var modstander af George W. Bush-regeringen; hun blev set i en T-shirt med teksten "I won't vote for a son of a Bush!" - ("jeg vil ikke stemme på en søn af en Bush") - mens hun var på promoveringsturné for Charlie's Angels.
Diaz har været del af veteranstøtteforeningen Iraq and Afghanistan Veterans of America (IAVA), som er den første og største non-profit organisation for krigsveteranerne fra Irak og Afghanistan og har været stor fortaler for støtte til militærfamilier.